# Donald Land
Donald Land (ドナルドランド?) è un videogioco a piattaforme del 1988 per Nintendo Famicom. Il gioco è ispirato al franchise McDonald's, e riprende diversi personaggi da esso.

## Modalità di gioco
Il gameplay è quello basilare del genere platform: il giocatore controlla Ronald McDonald (in Giappone noto come "Donald McDonald", da qui il titolo), il quale deve raggiungere la fine di ogni livello percorrendo sempre la stessa direzione, evitando di essere colpito dai nemici. L'unica arma di difesa del clown sono delle bombe-mela. In ogni livello è possibile ottenere degli hamburger, i quali doneranno una vita extra se raggiungono le 100 unità. A partire dal secondo livello la difficoltà aumenta considerevolmente, con numerose piccole piattaforme in cui saltare evitando gli attacchi di molti nemici; inoltre in questo stesso livello appare un nemico invincibile, il quale ucciderà istantaneamente Ronald se toccato, invece di ridurre l'indicatore della salute come gli altri nemici.
L'unico tema musicale del gioco, composto da Shōgo Sakai, è una versione modificata del tema che accompagnava gli spot pubblicitari McDonald's giapponesi negli anni ottanta.